# Cas Modinos contra Xipre
El cas Modinos contra Xipre, 16 EHRR 485, (25 de març de 1993) és una sentència del Tribunal Europeu de Drets Humans amb relació a l'article 8 del Conveni Europeu de Drets Humans.

## Cas
El cas va ser iniciat per Alexandros Modinos, un activista dels drets dels homosexuals que havia fundat el Apeleftherotiko Kinima Omofilofilon Kiprou (AKOK) o, "Moviment Xipriota d'Alliberament Homosexual", en 1987. En aquest moment, Modinos estava involucrat en una relació sexual amb un altre home adult i afirmava patir una gran tensió, aprensió i temor a ser processat en virtut de l'article 171 del Codi Penal de Xipre, que penalitzava certs actes homosexuals com la sodomia que diu;
| « | Tota persona que: a) tingui coneixement carnal d'una persona en contra de l'ordre natural, o b) permeti que un home tingui coneixement carnal d'ell en contra de l'ordre natural és culpable d'un delicte greu i podrà ser condemnat a una pena de presó de cinc anys. | » |

El fundador i president del Moviment Xipriota d'Alliberament Homosexual va presentar un recurs a la Comissió Europea de Drets Humans el 25 de març de 1989 i, poc més d'un any, el va admetre a tràmit el 6 de desembre de 1990. La Comissió va intentar arribar en un acord amistós amb el demandant sense èxit. El 3 de desembre de 1991 va aprovar un informe que establia els fets i va concloure per unanimitat que va haver infracció de l'article 8 del Conveni i va remetre el cas al Tribunal.

## Judici
El tribunal va dictaminar per 8 vots contra un que l'existència d'una prohibició afectava de manera contínua i directa a la vida privada del demandant, per la qual cosa hi havia una interferència amb el seu dret al respecte de la vida privada. Atès que el Govern es va limitar a al·legar que no hi havia cap interferència i no va tractar d'argumentar que existia una justificació en virtut del paràgraf 2 de l'article 8 per a les disposicions jurídiques impugnades, el Tribunal no va considerar que, en vista del fet esmentat i tenint en compte la seva sentència en Dudgeon contra Regne Unit i Norris contra Irlanda, fora necessari tornar a examinar la qüestió.